# 月城まおら
月城 まおら（つきしろ まおら、1987年7月16日 - ）は、日本のレースクイーン・AV女優・ストリッパー。

## プロフィール
- 趣味は観劇・歴史の勉強・マンガ・アニメ・ゲーム・買物、特技はダンス・水泳・速読。
- 2009年6月に嵐を呼ぶスーパーガールからAVデビュー。
- 2010年3月浅草ロック座にてストリップデビュー。

## 出演

### イメージビデオ
瀬戸香織 名義
- SWEETS（2005年9月28日、ビーエムドットスリー）
- Heart（2006年4月8日、ビーエムドットスリー）
- Flower（2006年5月19日、メディアブランド）

### アダルトビデオ
2009年
- SUPER GIRL DEBUT（6月13日、嵐を呼ぶスーパーガール）
- SPLASH RACE QUEEN（7月13日、嵐を呼ぶスーパーガール）
- 絶頂しながら失神する病気 ワタシ本当に気絶しちゃうんです!（8月13日、嵐を呼ぶスーパーガール）
- バレリーナの狂った日常（9月13日、嵐を呼ぶスーパーガール）
- パンスト女教師×BIG SHOT SEMEN（10月13日、嵐を呼ぶスーパーガール）
- 芸能人ムーディーズ電撃移籍デビュー!!（12月13日、MOODYZ）

2010年
- 月城まおらが童貞素人をプロデュース（1月13日、MOODYZ）
- SUPER BEST 8時間（2月13日、嵐を呼ぶスーパーガール）個人総集編
- 初パイパン（2月13日、MOODYZ）

### 映画
- 特命秘書マキ 秘密ファイルを奪還せよ（2010年）
- ring my bell（2011年）

### ストリップ
2010年
- 2010年3月 浅草ロック座にてデビュー（2010年3月1日～3月20日）
- 2010年4月 川崎ロック座（2010年4月1日～4月10日）
- 2010年4月 大阪東洋ショー劇場（2010年4月21日～4月30日）
- 2010年5月 若松劇場（2010年5月21日～5月30日）
- 2010年6月 新宿ニューアート（2010年6月1日～6月15日）
- 2010年7月 ストリップ浜劇（2010年7月11日～7月20日）
- 2010年8月 ロック座マカオ（2010年8月11日～9月10日）
- 2010年9月 大阪東洋ショー劇場（2010年9月21日～9月30日）
- 2010年10月 浅草ロック座（2010年10月26日～11月10日）
- 2010年12月 川崎ロック座（2010年12月21日～12月30日）

2011年
- 2011年2月 ストリップ浜劇（2011年2月1日～2月10日）
- 2011年2月 大阪東洋ショー劇場（2011年2月11日～2月20日）
- 2011年3月 ライブシアター栗橋（2011年3月11日～3月20日）
- 2011年4月 川崎ロック座（2011年4月11日～4月20日）
- 2011年5月 浅草ロック座（2011年5月11日～5月31日）
- 2011年6月 ストリップ浜劇（2011年6月1日～6月10日）
- 2011年8月 仙台ロック座（2011年8月11日～8月20日）
- 2011年8月 新宿ニューアート（2011年8月21日～8月30日）
- 2011年9月 ストリップ浜劇（2011年9月1日～9月10日）
- 2011年10月 川崎ロック座（2011年10月11日～10月20日）

2012年
- 2012年1月 浅草ロック座（2012年1月1日～1月30日）
- 2012年2月 ストリップ浜劇（2012年2月11日～2月20日）
- 2012年2月 新宿ニューアート（2011年2月21日～2月29日）
- 2012年4月 川崎ロック座（2012年4月1日～4月10日）
- 2012年5月 浅草ロック座（2012年5月1日～5月20日）
- 2012年6月 ストリップ浜劇（2012年6月21日～6月30日）
- 2012年6月30日 ストリップ浜劇の楽日をもって学業優先の為長期休業。

## 出演
- ヴィーナス・フューチャー＃72（2009年、エンタ!371）